# Léouville
Léouville é uma comuna francesa na região administrativa do Centro, no departamento Loiret. Estende-se por uma área de 4,3 km². Em 2010 a comuna tinha 87 habitantes (densidade: 20,2 hab./km²).